# Atomeisbrecher

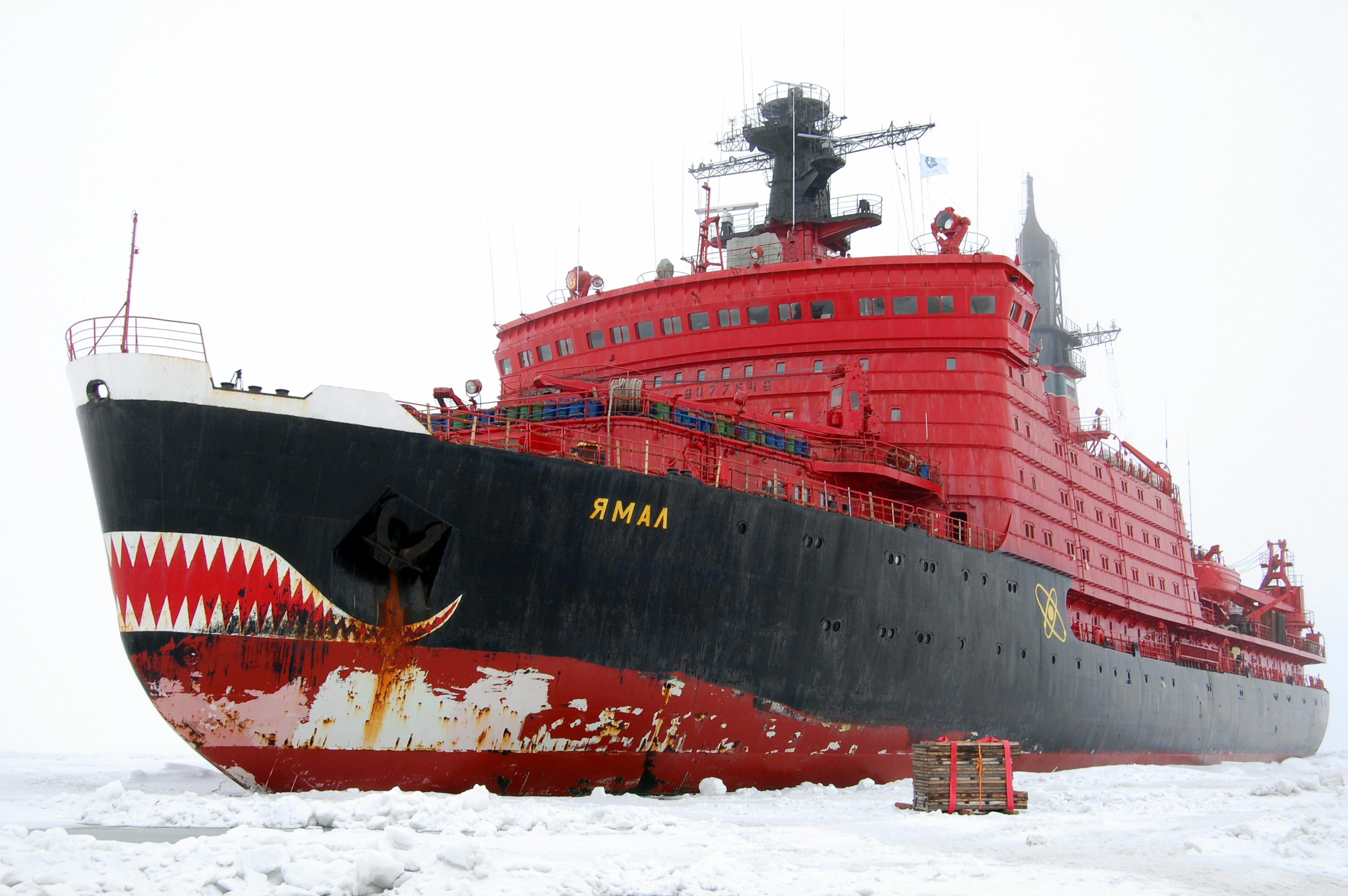
Atomeisbrecher Jamal (2009)

Ein Atomeisbrecher ist ein Schiff mit der Eignung als Eisbrecher, das von einem Kernreaktor angetrieben wird.

## Geschichte
Der weltweit erste Atomeisbrecher Lenin lief am 5. Dezember 1957 in der Sowjetunion vom Stapel. Er wurde vorwiegend als Verkehrsmittel zum Freihalten der Nordostpassage, zum Gütertransport, zu Forschungszwecken und zur Versorgung der Einwohner Nordsibiriens eingesetzt.
Der sowjetische Atomeisbrecher Arktika der zweiten Generation erreichte am 17. August 1977 zum ersten Mal den geografischen Nordpol der Erde, was zuvor nur mit U-Booten gelungen war. 1990 wurden erstmals auch ausländische Touristen mit dem Atomeisbrecher Rossija zum Nordpol gefahren. Die Atomeisbrecher sowjetski Sojus und Jamal fahren in neuerer Zeit regelmäßig etwa fünfmal jährlich mit Touristen zum Nordpol.
Der Atomeisbrecher Lenin wird zurzeit rekonstruiert und in ein Museum, ein Informationszentrum und Geschäftszentrum umgebaut; im Mai 2009 wurde darin der erste Teil des Museums für die Erschließung der Arktis und des nördlichen Seewegs eröffnet.
Neben den Eisbrechern der Arktika-Klasse für die See, wurden die Flusseisbrecher der Taimyr-Klasse Waigatsch und Taimyr gebaut.
Als letzter Eisbrecher der zweiten Generation wurde am 2. April 2007 das Schiff 50 Let Pobedy (50. Jahrestag des Sieges) in Dienst gestellt. Er lief aber bereits 1993 vom Stapel.
Seit 2020 befinden sich mit der Arktika ein Eisbrecher und seit 2022 die Eisbrecher Sibir, Ural der neuen LK-60Ja-Klasse (russisch ЛК-60Я) von Atomeisbrechern in Betrieb. Weiterhin sind die Schiffe Jakutia und Tschukotka im Bau. 
Parallel zu den Schiffen des Projekts 22220 wird bereits mit der Rossija an dem noch größeren Typ 10510 gearbeitet.
| Name            | Indienst- stellung       | Status        | Projekt- nummer | Typ             | Klasse    | Länge (m) | Verdrängung (brt) | maximale Eisstärke (m) | Reaktor                   | Reaktor- generation | Kommentar |
| --------------- | ------------------------ | ------------- | --------------- | --------------- | --------- | --------- | ----------------- | ---------------------- | ------------------------- | ------------------- | --- |
| Lenin           | 1959                     | Museumsschiff | 92M             | Eisbrecher      | Lenin     | 134       | 16.000            | 2,4                    | 3×OK-150 ab 1970 2×OK-900 | 1 2                 | 1970 Reaktortausch bei Modernisierung, 1989 stillgelegt, Umbau zum Museumsschiff                                                    |
| Arktika         | 1975                     | Stillgelegt   | 1052-1          | Eisbrecher      | Arktika   | 147,9     | 23.460            | >5                     | 2×OK-900A                 | 2                   | seit 2008 nicht mehr in Betrieb |
| Sibir           | 1977                     | Stillgelegt   | 1052-2          | Eisbrecher      | Arktika   | 148,9     | 21.120            | >5                     | 2×OK-900A                 | 2                   | nicht in Betrieb seit 1993, Brennstäbe verbraucht                                                                                   |
| Rossija         | 1985                     | Stillgelegt   | 10521-1         | Eisbrecher      | Arktika   | 150,0     | 22.920            | >5                     | 2×OK-900A                 | 2                   | Außerdienststellung am 10. Juli 2013                                                                                                |
| Sewmorput       | 1988                     | in Betrieb    | 10081           | Containerschiff | Sewmorput | 260,3     | 61.880            |                        | 1×KLT-40                  | 3                   | letztes Nuklearfrachtschiff der Welt, 2012 stillgelegt, seit 2015 wieder in Betrieb, besitzt verstärkte Bordwände und Eisbrecherbug |
| Taimyr          | 1989                     | in Betrieb    | 10580-1         | Flusseisbrecher | Taimyr    | 149,7     | 21.100            | ≤2                     | 1×KLT-40M                 | 3                   | |
| Waigatsch       | 1990                     | in Betrieb    | 10580-2         | Flusseisbrecher | Taimyr    | 151,8     | 21.000            | ≤2                     | 1×KLT-40M                 | 3                   | |
| Sowjetski Sojus | 1990                     | Stillgelegt   | 10521-2         | Eisbrecher      | Arktika   | 147,9     | 22.120            | >5                     | 2×OK-900A                 | 2                   | seit 2014 nicht mehr in Betrieb |
| Jamal           | 1993                     | in Betrieb    | 10521-3         | Eisbrecher      | Arktika   | 150,0     | 23.455            | >5                     | 2×OK-900A                 | 2                   | |
| 50 Let Pobedy   | 2007                     | in Betrieb    | 10521           | Eisbrecher      | Arktika   | 159,60    | 25.840            | >5                     | 2×OK-900A                 | 2                   | Baubeginn 1989 als Ural |
| Arktika         | 2020                     | in Betrieb    | 22220           | Eisbrecher      | LK-60Ja   | 173,30    | 33.530            | >2,8                   | 2×RITM-200                | 3+                  | |
| Sibir           | 2022                     | in Betrieb    | 22220           | Eisbrecher      | LK-60Ja   | 173,30    | 33.530            | >2,8                   | 2×RITM-200                | 3+                  | |
| Ural            | 2022                     | in Betrieb    | 22220           | Eisbrecher      | LK-60Ja   | 173,30    | 33.530            | >2,8                   | 2×RITM-200                | 3+                  | |
| Jakutia         | 2024 (geplant)[veraltet] | in Bau        | 22220           | Eisbrecher      | LK-60Ja   | 173,30    | 33.530            | >2,8                   | 2×RITM-200                | 3+                  | |
| Tschukotka      | 2026 (geplant)           | in Bau        | 22220           | Eisbrecher      | LK-60Ja   | 173,30    | 33.530            | >2,8                   | 2×RITM-200                | 3+                  | |
| Rossija         | 2027 (geplant)           | in Bau        | 10510           | Eisbrecher      | LK-120Ja  |           |                   |                        |                           |                     | |